# Vuohisaari (ö i Södra Österbotten, Kuusiokunnat, lat 62,70, long 23,25)
Vuohisaari är en ö i Finland. Den ligger i sjön Kuorasjärvi och i kommunen Alavo i den ekonomiska regionen  Kuusiokunnat  och landskapet Södra Österbotten, i den sydvästra delen av landet, 290 km norr om huvudstaden Helsingfors. Öns area är 3,8 hektar och dess största längd är 330 meter i nord-sydlig riktning.